# André Sive
André Sive (né András Szivessy à Szeged le 21 novembre 1899 et mort à Morainvilliers en 1958) est un architecte franco-hongrois.

## Biographie
Sive est né en Hongrie en 1899. À partir de 1924, il étudie l'architecture à Vienne, Berlin et enfin à Paris avec Auguste Perret. Entre 1924 et 1929, il collabore souvent avec Ernő Goldfinger, créant des meubles et des articles d'ameublement. De 1931 à 1933, il travaille ensuite avec Pierre Forestier. Les deux jeunes architectes remportent un concours d'architecture pour la construction de la Cité sanitaire de Clairevivre et en 25 mois ils construisent une petite ville entière avec 180 maisons unifamiliales, deux immeubles d'appartements, un hôpital, un hôtel avec un café, des restaurants, un cinéma, commerces, une école, un atelier automobile et une chaufferie. À partir de 1935 environ, Sive travaille dans le bureau d'Eugène Beaudouin et de Marcel Lods. Il y rencontre Jean Prouvé, qui aura sur lui une influence durable. En 1939, les deux travaillent ensemble sur plusieurs projets. La Seconde Guerre mondiale a mis fin à cette coopération fructueuse. Sive s'exile en Algérie en 1940 et ne rentre en France qu'en 1945.
Peu avant la fin de la guerre, Sive est nommé chef de département au service de l'architecture du Gouvernement provisoire de la République française. En 1945, il change son nom en André Sive. En 1946 et 1947, le gouverneur militaire français de la Sarre, Gilbert Grandval, le nomme sous-directeur du développement urbain au sein du gouvernement militaire de la Sarre. Avec Marcel Roux, il conçoit un plan régional de reconstruction de la Sarre. Deux ans plus tôt, il avait refusé la direction de la reconstruction au profit d'un voyage de recherche avec Le Corbusier aux États-Unis. En 1947, il devient rédacteur en chef de la publication Urbanisme en Sarre avec les urbanistes français de la Sarre et écrit régulièrement pour L'Architecture d'Aujourd'hui, dont il siège au comité de rédaction.
En 1948, il revient à Paris et travaille dans son propre atelier. Eugène Claudius-Petit, ministre de la Reconstruction et de l'Urbanisme (MRU), le nomme à son ministère comme architecte. Sive a mis en œuvre plusieurs projets de construction pour le MRU, la plupart en collaboration avec d'autres architectes, dont la reconstruction de la ville de Boulogne-sur-Mer et des projets de logements sociaux à Meudon, Aubervilliers, Firminy et Bar-le-Duc. En 1956, il a été membre du jury dans la planification de la ville de Brasilia.
Sive est membre de l'Ordre des architectes, de l'Union des artistes modernes et directeur du Cercle d'études architecturales.

## Récompenses
- Chevalier de la Légion d'Honneur

## Ouvrages
- avec Marcel Roux : Densités urbaines . In : L'Architecture d'Aujourd'hui, n° 1, 1946, p. 14
- Urbanisme en Sarre . Sarrebruck, 1947
- Urbanisme en Sarre . Sarrebruck, 1947
- avec Marcel Roux : Les densités résidentielles dans l'urbanisme. Etude théorique des différentes densités d'habitation . En construction. Magazine (pour) vivre, travailler, se détendre. 1. 1947/48, numéro 1, p. 33–36

## Réalisations
- 1931-1933 : Cité sanitaire de Clairevivre à Salagnac avec Pierre Forestier
- 1937 : Villa Blondeau à Alger avec Pierre Forestier
- 1935-1939 : Maison du Peuple de Clichy
- 1946-1948 : Maison d'habitation à Hartsdale, États-Unis, avec Marcel Loeb
- 1946-1947 : Plan régional de la Sarre, avec Marcel Roux (non mis en œuvre)
- 1947 : Mémorial Neue Bremm à Sarrebruck
- 1950-1953 : Colonie Sans Souci à Meudon, avec Jean Prouvé et Henri Prouvé
- vers 1953 : Logements sociaux à Aubervilliers, avec Jean Kling et Claude Raccoursier
- vers 1953 : Logements sociaux au Val Fleury et Cité des Blancs à Meudon, avec Jean Kling
- vers 1954 : Quatre tours d'habitation à Boulogne-sur-Mer, quai Gambetta, avec cinq autres architectes
- 1954–1965 : Résidentiel Firminy-Vert, avec Marcel Roux, Charles Delfante et P. Tyr
- 1957 : Hôpital militaire Alphonse-Laveran de Marseille, avec Pierre Forestier
- 1958 : Laboratoire de Saint-Denis (Seine-Saint-Denis), avec R.-A. Coulon